# Polniczek płowy
Polniczek płowy (Peucaea aestivalis) – gatunek małego ptaka z rodziny pasówek (Passerellidae). Występuje w południowo-wschodnich Stanach Zjednoczonych. Bliski zagrożenia wyginięciem.

## Taksonomia
Po raz pierwszy gatunek opisał Martin Lichtenstein w 1823 pod nazwę Fringilla aestivalis. Holotyp pochodził z Georgii. Obecnie (2021) Międzynarodowy Komitet Ornitologiczny (IOC) umieszcza polniczka płowego w rodzaju Peucaea jako P. aestivalis. Gatunek bywał umieszczany w rodzaju Aimophila, jednak było to błędne, gdyż czyniło ten rodzaj parafiletycznym. Polniczek płowy jest blisko spokrewniony z polniczkami: szarym (P. cassinii) i preriowym (P. botterii); przedstawiciele wszystkich tych gatunków w okresie lęgowym popisują się pieśnią w locie. Różnice między podgatunkami mają charakter klinowy. IOC wyróżnia 3 podgatunki, akceptują je autorzy Handbook of the Birds of the World.

## Podgatunki i zasięg występowania
IOC wyróżnia następujące podgatunki:
- P. a. bachmani (Audubon, 1833) – gniazduje w południowo-wschodnim USA, od południowego Kentucky i południowej Wirginii na południe po południowe stany Missisipi, Alabama i Georgia; zimuje w południowej części zasięgu (od Missisipi na wschód po centralną Karolinę Północną) na południe po wybrzeże Zatoki Meksykańskiej i centralną Florydę[5]
- P. a. illinoensis Ridgway, 1879 – gniazduje w centralno-wschodniej części USA, od Arkansas, południowo-wschodniej Oklahomy i wschodniego Teksasu na wschód po południowe stany Kentucky i Luizjana; zimuje we wschodnim Teksasie i wzdłuż wybrzeża Zatoki Meksykańskiej po rzekę Missisipi na wschodzie[5]
- P. a. aestivalis (M.H.K. Lichtenstein, 1823) – gniazduje od wschodniej Karoliny Południowej i wschodniej Georgii  na południe po południową Florydę; poza sezonem lęgowym przebywa w południowej Georgii i na Florydzie[5]

## Morfologia
Długość ciała wynosi 12–16 cm; masa ciała 18,4–22,6 g. Szczegółowe wymiary dotyczące przedstawicieli podgatunku nominatywnego, według Ridgwaya (w milimetrach):
|              | Długość skrzydła | D. ogona    | D. dzioba (górna krawędź) | D. skoku    | D. środkowego palca |
| ------------ | ---------------- | ----------- | ------------------------- | ----------- | ------------------- |
| Samce (n=11) | 57,15–62,23      | 61,47–64,77 | 10,92–12,7                | 13,97–15,75 |                     |
| Samice (n=4) | 56,64–58,42      | 58,42–61,47 | 11,43–12,19               | 18,29–19,81 | 13,97–15,24         |

Opis dotyczy podgatunku nominatywnego według Ridgwaya. Nie występuje dymorfizm płciowy w upierzeniu. Wierzch ciała szary, pokryty szerokimi kasztanowobrązowymi pasami. Na piórach grzbietu można dostrzec czarne środki piór. Sterówki popielate, mają szerokie szare krawędzie. Środkowa para sterówek szara z popielatym pasem. Krawędź skrzydła jasnożółta. Boki głowy, w tym brew, oraz szyja szare, przy czym szyję pokrywają pasy kasztanowe lub ciemne, kasztanowobrązowe. Pasek oczny kasztanowy lub kasztanowobrązowy, cienki. Gardło i broda szarawe lub płowoszare, bardzo jasne. Na piersi, bokach i brzuchu pióra szaropłowe. Niekiedy dają się dostrzec brązowe paski na bokach. Górna szczęka szara, żuchwa jaśniejsza. Tęczówka brązowa. Nogi i stopy jasnobrązowe z żółtym odcieniem lub słomkowożółte.

## Ekologia i zachowanie
Środowiskiem życia gatunku są nizinne lasy sosnowe. Reprezentanci P. aestivalis żywią się głównie nasionami (głównie traw) i owadami. W lecie trzon diety stanowią bezkręgowce, w tym chrząszcze, gąsienice, prostoskrzydłe oraz pająki. Polniczki płowe przebywają niemal wyłącznie na ziemi. Są to ptaki wędrowne, jednak zagadnienie wędrówek u tych polniczków jest słabo poznane, gdyż trudno je obserwować, z wyjątkiem momentu śpiewu.

### Lęgi
Okres lęgowy trwa od środka kwietnia do września. Gniazdo niemal zawsze znajduje się na ziemi, zwykle u nasady krzewu lub kępy traw. Gniazdo budowane jest przez samicę. Ma ono formę otwartego kubeczka, a budulec stanowią trawy, zioła, korzenie, zaś wyściółkę delikatniejsze trawy i sierść. W zniesieniu zwykle od 3 do 4 jaj (niekiedy 2 lub 5). Mierzą blisko 19 na 15 mm, skorupka jest biała (oryginalne wymiary: 0,75 na 0,6 cala). Inkubacja trwa 12–14 dni, wysiaduje jedynie samica. Młode pozostają w gnieździe przez 9–10 dni, przez ten okres są karmione przez oba ptaki z pary. 1 lub 2 lęgi w roku.

## Status i zagrożenia
IUCN uznaje polniczka płowego za gatunek bliski zagrożenia (NT, Near Threatened) od 2000 roku (stan w 2021); wcześniej, w 1988 i 1994, został sklasyfikowany jako niższego ryzyka / najmniejszej troski. Organizacja Partners in Flight szacuje (2019) liczebność populacji na około 170 tysięcy dorosłych osobników. BirdLife International ocenia trend populacji jako spadkowy. Niegdyś polniczki płowe występowały również dalej na północ, aż po Pensylwanię, południowe Ohio, Illinois i Indianę. Zmniejszenie zasięgu i spadek populacji zostały wywołane wycinką starych lasów sosnowych.